# Pereswet (Laserwaffe)

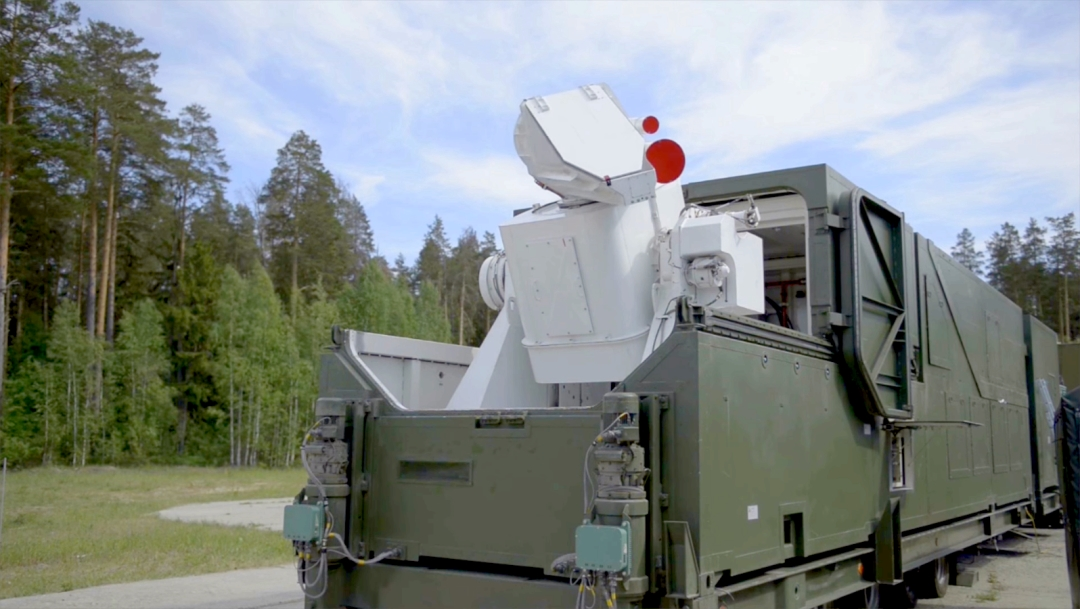
Die bodengestützte Pereswet-Anlage, 2018

Pereswet (russisch Пересвет) ist ein russisches Laserwaffensystem zur Satellitenbekämpfung. Es wurde erstmals im März 2018 in einer Rede von Präsident Wladimir Putin zusammen mit einer Reihe von weiteren neuartigen Waffen der Öffentlichkeit vorgestellt. Das System soll Drohnen, Flugzeuge, Raketen und Satelliten zerstören können. Spätere Berichte sprechen hingegen lediglich von einer Blendung feindlicher Systeme, durch die diese kampfunfähig würden. Die maximale Reichweite soll 1500 km betragen und das System soll sowohl stationär als auch mobil installiert werden können. Im Dezember 2018 soll die Erprobung des Systems in einer Luftabwehrrolle für mobile Interkontinentalraketen begonnen haben.
Der in einer Internet-Abstimmung gewählte Name bezieht sich auf Alexander Pereswet, einen durch die Schlacht auf dem Kulikowo Pole bekannten orthodoxen Mönch des 14. Jahrhunderts.
Belege für die Funktionsfähigkeit des Systems existieren nicht. Russische Angaben zum Einsatz von Laserwaffen im Zuge des russischen Überfalls auf die Ukraine konnten laut US-Verteidigungsministerium nicht substantiiert werden.
Laut Tim Marshall ist Pereswet einsatzfähig. Die Laserwaffen sind auf schweren LKW montiert und begleiten die 5 Raketendivisionen.